# Cassia ferraria
Cassia ferraria är en ärtväxtart som beskrevs av Symon. Cassia ferraria ingår i släktet Cassia och familjen ärtväxter. Inga underarter finns listade i Catalogue of Life.